# المديرية الرئيسية الأولى

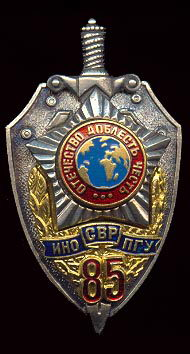

المديرية الرئيسية الأولى هي المنظمة المسؤولة عن العمليات الخارجية والنشاطات الاستخباراتية من خلال تأمين التدريب والإدارة للعملاء السريين، إدارة جمع الاستخبارات، واقتناء استخبارات سياسية خارجية ومحلية وعلمية وتقنية في الاتحاد السوفييتي. تشكلت المديرية الرئيسية الأولى داخل مديرية لجنة أمن الدولة (KGB) عام 1954، وبعد انهيار الاتحاد السوفيتي، أصبحت خدمة مخابرات خارجية (SVR RF). كانت خدمة المخابرات الخارجية الأولى في روسيا والاتحاد السوفييتي هي مديرية المخابرات الرئيسية (GRU)، وهي منظمة مخابرات حربية وقوة عمليات خاصة.

## تاريخ المخابرات الخارجية في الاتحاد السوفييتي
لعبت المخابرات الخارجية منذ البداية دورًا مهمًا في سياسة الاتحاد السوفييتي الخارجية. في الاتحاد السوفييتي، تأسست المخابرات الخارجية بشكل رسمي عام 1920 كمديرية خارجية لتشيكا، خلال الحرب الأهلية الروسية بين عامي 1918-1920.
في 19 كانون الأول/ ديسمبر عام 1918، قرر مكتب اللجنة المركزية للحزب الشيوعي السوفييتي بدمج التشكيلات الأساسية لتشيكا ووحدات التحكم الحربية التي ضبطتها اللجنة الثورية الحربية، وكانت مسؤولة عن نشاطات مكافحة التجسس، فدمجت في هيئة واحدة سميت مديرية تشيكا الخاصة. كان ميخائيل سيرجيفيتش كيدروف رئيس المديرية الخاصة، كما انطوت مهمتها الخاصة على إدارة الاستخبارات البشرية: جمع الاستخبارات السياسية والحربية خلف صفوف الجيش وإبطال عوامل الثورة المضادة في الجيش الأحمر.
مع بدايات عام 1920، كان لمديرية تشيكا الخاصة مكتب معلومات حرب (WIB)، تقصى الاستخبارات السياسية والحربية والعلمية والتقنية في البلدان المجاورة. كان مقر مكتب معلومات الحرب في خاركيف وقُسّم إلى قسمين: غربي وجنوبي، وتضمن كل قسم ست مجموعات: التسجيل والشخصية والتقنية والمالية والقانون والمنظمة.
كان لمكتب معلومات الحرب أفرع الداخلية في كل من كييف وأوديسا. كان أول فرع والذي أطلق عليه الفرع أو المكتب الوطني، بولندي ويهودي وألماني وتشيكي. في 20 كانون الأول/ ديسمبر عام 1920، شكّل فليكس دزيرجينسكي المديرية الخارجية من مكتب إدارة (رئيس الخارجية ونائبين اثنين) وسفارة وقسم العملاء ومكتب التأشيرات وأقسام خارجية. في 1922، وبعد تشكيل مديرية المخابرات الرئيسية (GPU) وربطها بالمفوضية الشعبية للشؤون الداخلية لجمهورية روسيا الاتحادية الاشتراكية السوفييتية، تولت مديرية المخابرات الرئيسية جمع الاستخبارات الخارجية، وبين كانون الأول/ ديسمبر عام 1923 وتموز/ يوليو عام 1934، دمجت المخابرات السرية في الاتحاد السوفييتي بالمفوضية الشعبية للشؤون الداخلية، وغير تسمية المديرية العامة إلى أمن الدولة.
وحتى 9 تشرين الأول/ أكتوبر عام 1936، أديرت المديرية الخارجية داخل المديرية العامة لأمن الدولة كقسم من أقسامها. لاحقًا، ولأهداف المؤامرة أوجد نيكولاي يجوف المفوض الشعبي للشؤون الداخلية بموجب أمره رقم #00362 ترقيمًا لأقسام المديرية العامة لأمن الدولة، وبالتالي أصبحت وزارة الخارجية أو المديرية الخارجية للمديرية العامة لأمن الدولة الإدارة رقم 7 ولاحقًا الإدارة رقم 5. ومع حلول عام 1941، أعطيت الاستخبارات الخارجية التقييم الأعلى فتوسعت لتصبح وزارة، تغير اسمها من المديرية الخارجية (INO) إلى الوزارة الخارجية (INU).
خلال السنوات اللاحقة، مر الأمن السوفييتي وأجهزة الاستخبارات بجملة من التغيرات التنظيمية المتكررة. بين شهري شباط/ فبراير وتموز/ يوليو لعام 1941، كانت الاستخبارات الخارجية مسؤولية الوزارة المنشأة حديثًا، المفوضية الشعبية لأمن الدولة (NKGB) وكانت تعمل في هيكلها كالمديرية الأولى، وبعد التغييرات التنظيمية في شهر تموز/ يوليو لعام 1941، أصبحت تعمل بصفتها الإدارة الأولى للمفوضية الشعبية لأمن الدولة، عادت فيما بعد إلى حالتها السابقة.
بالفعل في نيسان/ أبريل عام 1943، اعتبرت المفوضية الشعبية لأمن الدولة (NKGB) المخابرات الخارجية المديرية الأولى لها. بقيت تلك الحالة حتى عام 1946، عندما تم تغيير تسمية جميع المفوضين الشعبيين ليصبحوا وزراء، كما تغير اسم المفوضية الشعبية للشؤون الداخلية ليصبح وزارة الشؤون الداخلية (MVD)، وأعيد تسمية المفوضية الشعبية لأمن الدولة إلى وزارة أمن الدولة (MGB). بين عامي 1946 و1947، كانت المديرية الأولى لوزارة أمن الدولة تقوم بالمخابرات الخارجية، وفي عام 1947، نُقلت المخابرات العسكرية ووزارة أمن الدولة إلى مركز الاستخبارات الخارجية المنشأ حديثًا باسم لجنة الإعلام (KI).
في صيف عام 1948، أعيد الأفراد العسكريون في لجنة الإعلام إلى الجيش السوفييتي لإعادة تشكيل ساعد لمديرية المخابرات الرئيسية فيما يخص المخابرات الحربية الخارجية. أعيدت أقسام لجنة الإعلام التي تتعاطى مع الكتلة الشرقية والمهاجرين السوفييتيين إلى وزارة أمن الدولة في أواخر عام 1948. في عام 1951، عادت لجنة الإعلام إلى وزارة أمن الدولة بوصفها المديرية الرئيسية الأولى لوزارة أمن الدولة.
بعد وفاة الزعيم السوفياتي السابق جوزيف ستالين في آذار/ مارس عام 1953، استولى لافرينتي بيريا على أجهزة الأمن والمخابرات، وأقال وزارة أمن الدولة وسلّم مهامها الحالية إلى وزارة الشؤون الداخلية التي كانت تحت سيطرته، فأُجريت الاستخبارات الخارجية من قبل المديرية الرئيسية الثانية، وبعد إنشاء لجنة أمن الدولة أجريت الاستخبارات الخارجية من قبل المديرية الرئيسية الأولى للجنة أمن الدولة التابعة لمجلس وزراء الاتحاد السوفييتي.

## رؤساء المخابرات الخارجية
كان ياكوف ديفيدوف أول رئيس لخدمة المخابرات الخارجية السوفييتية للمديرية الخارجية في تشيكا. وقد ترأس المديرية الخارجية حتى أواخر عام 1921، عندما استُبدل بالثوري القديم سولومون موغيليفسكي، الذي أدار المديرية الخارجية فقط لبضعة أشهر، وتوفي في عام 1925 في حادث تحطم طائرة، وحل محله ميخائيل تريليسر، وهو ثوري أيضًا.
تخصص تريليسر في تتبع مخبري العدو السريين والجواسيس السياسيين داخل الحزب البلشفي. قبل أن يصبح رئيس المديرية الخارجية، أدار مكاتبها من أوروبا الغربية والشرقية. تحت إدارة تريليسر، أصبحت المخابرات الخارجية أكثر مهنية ولقيت احترامًا أكبر من قبل أجهزة مخابرات الخصم. تميزت هذه الفترة بتجنيد عملاء أجانب، والتوظيف الواسع للمهاجرين في المهام الاستخباراتية وتنظيم شبكة من العملاء المستقلين. كان تريليسر نفسه نشيطًا للغاية، حيث سافر شخصيًا إلى برلين وباريس لحضور اجتماعات مع عملاء مهمين.
ترك تريليسر منصبه في عام 1930، وحل محله آرتور آرتوزوف، الرئيس السابق لقسم مكافحة الاستخبارات والمبادر الرئيسي لعملية «الثقة». في عام 1936، استبدل أرتوزوف من قبل أبرام سلوتسكي مفوض أمن الدولة من الرتبة الثانية.
كان سلوتسكي مشاركًا نشطًا في الثورة البلشفية والحرب الأهلية الروسية، وبدأ العمل في أجهزة الأمن في عام 1920 من خلال الانضمام إلى تشيكا والعمل في وقت لاحق في المديرية السياسية المشتركة للدولة في إدارة الاقتصاد. ثم في عام 1931، انتقل للعمل في المديرية الخارجية، وكان يغادر البلاد في أغلب الأحيان إلى ألمانيا وفرنسا وإسبانيا التي شارك فيها في الحرب الأهلية الإسبانية. في شباط/ فبراير من عام 1938، دُعي سلوتسكي إلى مكتب رئيس المديرية الرئيسية لأمن الدولة ميخائيل فرينوفسكي، فتسمم هناك وتوفي.
استبدل سلوتسكي بزميلان باسوف، لكن سرعان ما قُبض عليه وقُتل، وقد لاقى سيرجي سبيجيللاس الحتف نفسه، إذ مع حلول عام 1938 اعتُقل وقتل. كان الرئيس التالي لمديرية الخارجية والتي دامت إدارته ثلاثة أسابع فقط الضابط الخبير بافل سودوبلاتوف، وقبل أن يصبح رئيسًا للخارجية في أيار/ مايو عام 1938، وبناءً على أمر مباشر من ستالين، قام شخصياً باغتيال الزعيم القومي الأوكراني يافين كونوفاليتس.